# A lusiadák
A lusiadák (eredeti címe: Os Lusíadas) Luís de Camões portugál költő 1572-ben megjelent hőskölteménye; a barokk heroizmus egyik kiemelkedő műve, a portugálok nemzeti eposza.
A barokk kor eposzai közül még a 16. század második felében született meg kettő, amelyet az utókor a halhatatlan művek közé sorolt: Torquato Tasso A megszabadított Jeruzsálem című műve és A lusiadák.
Utóbbi tárgya Vasco da Gama első felfedezőútja (1497–1498), melynek során Európából először sikerült Afrika körülhajózásával eljutni Indiába. A nagy felfedező egykori útvonalát az író saját indiai utazásának útvonalával cserélte fel.

## Cselekménye
Vasco da Gama kapitány vezetésével a luzitánok nekivágnak az Indiáig tartó tengeri útnak. Az Olümposzon az istenek tanácskozást tartanak, hogy döntsenek sorsukról. India védelmezője, Bacchus – befolyását féltve – a vakmerő luzitánok halálát kívánja, de Jupiter, Mars és Venus kiáll mellettük.
A hajósok Mozambik partjaihoz érnek. A sziget uralkodója meghallgatja az idegenek elbeszélését hazájukról, úticéljukról és feltámad benne az irigység. Egy helyi bölcs képében megjelenik nála Bacchus, és ő is az idegenek ellen tüzeli. A parton másnap kirobbanó csatában a hajósok győzedelmeskednek. Küldönc érkezik az uralkodó bocsánatkérésével és egy kalauz, akinek titkos megbízatása, hogy eltérítse a tengerjárókat úticéljuktól.
A gazdagságáról híres Kilwa-szigethez érnek (a Mweru-tó szigete), de Ceres istennő közbeavatkozása folytán vihar kerekedik, és emiatt nem tudnak kikötni a parton, ahol a biztos halál várt rájuk. Áruló vezetőjük (vagy kormányosuk) a közeli Mombasa-szigethez vezeti őket, melyet szerinte keresztények, de valójában harcias muzulmánok laknak. Bacchus ismét álruhát öltve igyekszik megtéveszteni őket. Ekkor Venus is közbeavatkozik, nimfáival felkorbácsolja a tengert, megakadályozva, hogy a hajósok kikössenek.
Jupitert meghatja Venus fohászkodása és elárulja neki: úgy rendeltetett, hogy Mozambik, Goa és Diu a portugáloké legyen. 
Malindi szigetén (Goa közelében) végre nyílt szívvel fogadják a megfáradt utazókat. Vasco da Gama küldötte elmeséli a királynak eddigi viszontagságaikat. A király másnap maga keresi fel Vasco da Gamát, aki megmutatja neki és kíséretének a hajót. Az ámuldozó uralkodó kérésére azután mesél neki hazája múltjáról, lovagjairól és tetteikről. Malindi királya nagy ünnepséget rendez tiszteletükre, majd folytatják útjukat.
Bacchus nem nyugodott bele a vereségébe: leereszkedik Neptunus vízalatti birodalmába és bosszúra ingerli őt, amiért a luzitánok új földeket és tengereket merészelnek meghódítani. Neptunus haragra gerjed és büntetést ígér. Éjszaka a tengerjárók álmossággal küszködnek. Egyikük megemlékezik a 12 portugál lovag hőstettéről, akik I. Juan király idején Angliába mentek megvédeni 12 ottani hölgy becsületét. Elbeszélését a Neptunus által támasztott szörnyű vihar szakítja félbe, hajóikat csak Vasco da Gama a Gondviseléshez intézett fohásza menti meg: a szél lecsendesedik.
Végre kikötnek India partján. Vasco da Gama a helyi uralkodóval barátsági és kereskedelmi szerződést szeretne kötni. Közben az egyik helyi hatalmasságot vendégül látják a hajón, és ez újabb alkalom az ősök dicső tetteinek elbeszélésére. Bacchus ezúttal egy helybeli muszlim álmában jelenik meg, rágalmai eljutnak az uralkodóhoz, és bár Vasco da Gama tisztázza magát, a szerződés megkötése nélkül kénytelen visszaindulni hazájába. Célját azonban elérte: megnyílt a Kelet gazdag országai felé vezető tengeri út.
Hazafelé Venus gondoskodik a hajósokról: a Szerelem szigetén öröm, béke, boldogság várja őket. Búcsúzásul az egyik nimfa megmutatja a jövőt, amikor a portugálok birtokba veszik a most fölkeresett helyeket, az utazókat pedig hazájuk elismerése és örök dicsőség várja.

## Jellemzése
A lusiadák a portugálok nemzeti eposza. A költő Vasco da Gama felfedezőútja mellett megénekli a 16. századra nagy tengeri hatalommá vált ország történelmének kiemelkedő eseményeit, dicsőíti nagyjait. Ezeken a helyeken hangja emelkedett, patetikus. A tíz énekből álló, stanzákban írt költemény kompozíciója az Iliasz és az Aeneis klasszikus hagyományát követi, de stílusára Ariosto negyven évvel korábban megjelent eposza (Orlando furioso, Őrjöngő Lóránd) is hatással volt.
A költemény nagy és szerencsétlenül megoldott problémája a mitológiai alakok szerepeltetése. A cselekményt az ókori Róma istenei irányítják, akik maguk sem tudják, végeredményben mi közük a 15. század végéhez és a portugál nemzethez. Ennek a dilemmának maga a költő is tudatában lehetett, hiszen ezt mondatja velük:
                            Csak emberek regéi

Vagyunk mi: Juppiter, Juno s a mások

Agyrémek, a botorság képzeményi

– Hogy lengje báj s varázs át versírástok.

Nekünk, halandók, csak azért kell élni.

                                                           (Ford.: Szász Károly)
A lusiadák nem csak a portugál irodalom, hanem a világirodalom történetének, a 16. századi barokk halhatatlan alkotása. A nagy eposzok között az első, amely nem a messze korok történelméből veszi tárgyát, hanem a szerzőhöz közeli múltból, aki saját élményeit is beleszőtte művébe. Camões költeményében nyer irodalmi formát a kor egyik legfontosabb történelmi eseménye, az addig ismeretlen világrészek fölfedezése az európai ember számára.
Az eposzt Hárs Ernő fordította magyarra. Munkájáért a portugál állam a Tengerész Henrik Érdemrend lovagkeresztjével tüntette ki.

## Magyarul
- Camoens Luziádája; ford., bev., jegyz. Greguss Gyula; Kisfaludy-társaság, Pest, 1865
- A lusiadák; ford., utószó, jegyz. Hárs Ernő; Európa, Bp., 1984 (A világirodalom klasszikusai)